# Eugeniusz Baziak
Eugeniusz Baziak (Ternopil', 8 marzo 1890 – Varsavia, 15 giugno 1962) è stato un arcivescovo cattolico polacco.

## Biografia

### Ministero sacerdotale ed episcopale
Dopo esserne stato per lungo tempo rettore del seminario, nel 1933 fu nominato vescovo ausiliare di Leopoli, in Ucraina, città di cui divenne arcivescovo nel 1944. Il governo sovietico però prima lo internò e poi lo espulse.
Si recò quindi a Cracovia, invitato dall'arcivescovo Adam Stefan Sapieha, con cui però ebbe rapporti difficili: Baziak aveva infatti posizioni più intransigenti nei confronti dei comunisti.
Nel 1951, dopo la morte del cardinale Sapieha, divenne amministratore apostolico "sede vacante" di Cracovia: la Santa Sede infatti voleva nominare Baziak, ma il governo comunista, che in base ad un accordo con la Chiesa polacca aveva potere di veto, non era d'accordo. Con la carica di amministratore apostolico divenne comunque arcivescovo "di fatto". Mantenne la carica fino alla morte, nella notte fra il 14 e il 15 giugno 1962.
Gli succedette, quale vicario capitolare, l'allora vescovo ausiliare Karol Wojtyła, futuro papa Giovanni Paolo II, che aveva ricevuto la consacrazione episcopale dallo stesso Baziak nel 1958.
Gli venne conferito l'Ordine della Polonia restituta, uno dei riconoscimenti più prestigiosi della Polonia.

## Genealogia episcopale e successione apostolica
La genealogia episcopale è:
- Cardinale Scipione Rebiba
- Cardinale Giulio Antonio Santori
- Cardinale Girolamo Bernerio, O.P.
- Arcivescovo Galeazzo Sanvitale
- Cardinale Ludovico Ludovisi
- Cardinale Luigi Caetani
- Cardinale Ulderico Carpegna
- Cardinale Paluzzo Paluzzi Altieri degli Albertoni
- Papa Benedetto XIII
- Papa Benedetto XIV
- Papa Clemente XIII
- Cardinale Enrico Benedetto Stuart
- Papa Leone XII
- Cardinale Chiarissimo Falconieri Mellini
- Cardinale Camillo Di Pietro
- Cardinale Mieczysław Halka Ledóchowski
- Cardinale Jan Maurycy Paweł Puzyna de Kosielsko
- Arcivescovo Józef Bilczewski
- Arcivescovo Bolesław Twardowski
- Arcivescovo Eugeniusz Baziak

La successione apostolica è:
- Papa Giovanni Paolo II (1958)
- Vescovo Michał Blecharczyk (1958)
- Vescovo Julian Jan Groblicki (1960)
- Arcivescovo Jerzy Karol Ablewicz (1962)